# Károly Fogl
Károly Fogl, també conegut com a Károly Fogoly, "Károly Újpesti" i "Fogl II" (19 de gener de 1895 - 12 de gener de 1969) fou un futbolista hongarès de la dècada de 1920 i entrenador.
Fou internacional amb la selecció d'Hongria, amb la qual disputà els Jocs Olímpics d'Estiu de 1924. La major part de la seva carrera la passà a Újpest FC. Posteriorment fou entrenador a la selecció de Bulgària, i a Warta Poznań, entre d'altres.
El seu germà József Fogl III també fou futbolista.

## Referències

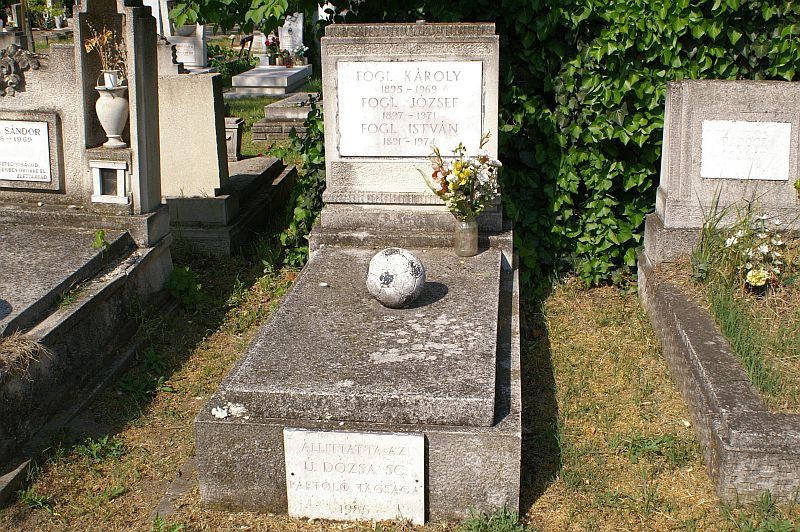
Tomba de Károly Fogl.